# Hans Kress von Kressenstein
Hans Richard Friedrich Freiherr Kress von Kressenstein – auch Hans (Freiherr) von Kress – (* 27. Dezember 1902 in München; † 28. Februar 1973 in Berlin) war ein deutscher Internist und Mitbegründer der Freien Universität Berlin.

## Leben
Er stammte aus der adligen Familie Kress von Kressenstein und war der Sohn des Offiziers und späteren Bankdirektors Gustav Christian Walfried Freiherr Kreß von Kressenstein (1872–1956) und dessen Frau Maria Sophie Anna, geb. Petz von Lichtenhof (1877–1948). Er hatte zwei Geschwister: Kurt Georg Wilhelm (1900–1945), späterer Offizier und Generalintendant der Luftwaffe, und Sophie Amalie (1904–1955), die 1938 ihren Vetter Wilhelm Christoph Richard Ludwig Petz von Lichtenhof (1900–1954) geheiratet hatte.
Er studierte in München und Freiburg. Seit 1937 Privatdozent an der Berliner Friedrich-Wilhelms-Universität (der heutigen Humboldt-Universität), wurde er dort 1947 zum ordentlichen Professor für Innere Medizin berufen. Ein Jahr später gehörte er zu den Gründungsprofessoren der Freien Universität (FU) im Westteil der Stadt, amtierte dort als erster Dekan der Medizinischen Fakultät sowie von 1950 bis 1952 als Rektor.
Ab 1941 hatte er Friedrich von Müller bei der Bearbeitung des von Müller und Otto Seifert begründeten Standardwerks Taschenbuch der medizinisch-klinischen Diagnostik nach Seiferts Tod unterstützt und nach dem Ableben Müllers 1942 die Herausgabe übernommen.

## Veröffentlichungen (Auswahl)
- als Hrsg. mit Alexander von Domarus: Grundriß der inneren Medizin. 1923.
- Medizin. In: Annedore Leber (Hrsg.): Doch das Zeugnis lebt fort. Der jüdische Beitrag zu unserem Leben. Frankfurt am Main 1965, S. 133–152.
- als Hrsg.: Müller–Seifert. Taschenbuch der medizinisch-klinischen Diagnostik. (25.-)69. Auflage. J. F. Bergmann, München (1942–)1966.